# Списак IC објеката (1000—1999)
Ово је потпуни списак IC објеката (1000—1999) дубоког неба у IC каталогу (енгл. Index Catalogue). Информација о сазвежђима је узета из „The Complete New General Catalogue and Index Catalogue of Nebulae and Star Clusters, J. L. E. Dreyer”, преко  сервиса.
Морфолошки типови галаксија и објеката који су чланови Малог Магелановог облака су добијени преко  вангалактичке базе. Остали подаци у табелама су из   астрономске базе података, осим ако није другачије назначено.
- IC 1000
- IC 1001
- IC 1002
- IC 1003
- IC 1004
- IC 1005
- IC 1006
- IC 1007
- IC 1008
- IC 1009
- IC 1010
- IC 1011
- IC 1012
- IC 1013
- IC 1014
- IC 1015
- IC 1016
- IC 1017
- IC 1018
- IC 1019
- IC 1020
- IC 1021
- IC 1022
- IC 1023
- IC 1024
- IC 1025
- IC 1026
- IC 1027
- IC 1028
- IC 1029
- IC 1030
- IC 1031
- IC 1032
- IC 1033
- IC 1034
- IC 1035
- IC 1036
- IC 1037
- IC 1038
- IC 1039
- IC 1040
- IC 1041
- IC 1042
- IC 1043
- IC 1044
- IC 1045
- IC 1046
- IC 1047
- IC 1048
- IC 1049
- IC 1050
- IC 1051
- IC 1052
- IC 1053
- IC 1054
- IC 1055
- IC 1056
- IC 1057
- IC 1058
- IC 1059
- IC 1060
- IC 1061
- IC 1062
- IC 1063
- IC 1064
- IC 1065
- IC 1066
- IC 1067
- IC 1068
- IC 1069
- IC 1070
- IC 1071
- IC 1072
- IC 1073
- IC 1074
- IC 1075
- IC 1076
- IC 1077
- IC 1078
- IC 1079
- IC 1080
- IC 1081
- IC 1082
- IC 1083
- IC 1084
- IC 1085
- IC 1086
- IC 1087
- IC 1088
- IC 1089
- IC 1090
- IC 1091
- IC 1092
- IC 1093
- IC 1094
- IC 1095
- IC 1096
- IC 1097
- IC 1098
- IC 1099
- IC 1100
- IC 1101
- IC 1102
- IC 1103
- IC 1104
- IC 1105
- IC 1106
- IC 1107
- IC 1108
- IC 1109
- IC 1110
- IC 1111
- IC 1112
- IC 1113
- IC 1114
- IC 1115
- IC 1116
- IC 1117
- IC 1118
- IC 1119
- IC 1120
- IC 1121
- IC 1122
- IC 1123
- IC 1124
- IC 1125
- IC 1126
- IC 1127
- IC 1128
- IC 1129
- IC 1130
- IC 1131
- IC 1132
- IC 1133
- IC 1134
- IC 1135
- IC 1136
- IC 1137
- IC 1138
- IC 1139
- IC 1140
- IC 1141
- IC 1142
- IC 1143
- IC 1144
- IC 1145
- IC 1146
- IC 1147
- IC 1148
- IC 1149
- IC 1150
- IC 1151
- IC 1152
- IC 1153
- IC 1154
- IC 1155
- IC 1156
- IC 1157
- IC 1158
- IC 1159
- IC 1160
- IC 1161
- IC 1162
- IC 1163
- IC 1164
- IC 1165
- IC 1166
- IC 1167
- IC 1168
- IC 1169
- IC 1170
- IC 1171
- IC 1172
- IC 1173
- IC 1174
- IC 1175
- IC 1176
- IC 1177
- IC 1178
- IC 1179
- IC 1180
- IC 1181
- IC 1182
- IC 1183
- IC 1184
- IC 1185
- IC 1186
- IC 1187
- IC 1188
- IC 1189
- IC 1190
- IC 1191
- IC 1192
- IC 1193
- IC 1194
- IC 1195
- IC 1196
- IC 1197
- IC 1198
- IC 1199
- IC 1200
- IC 1201
- IC 1202
- IC 1203
- IC 1204
- IC 1205
- IC 1206
- IC 1207
- IC 1208
- IC 1209
- IC 1210
- IC 1211
- IC 1212
- IC 1213
- IC 1214
- IC 1215
- IC 1216
- IC 1217
- IC 1218
- IC 1219
- IC 1220
- IC 1221
- IC 1222
- IC 1223
- IC 1224
- IC 1225
- IC 1226
- IC 1227
- IC 1228
- IC 1229
- IC 1230
- IC 1231
- IC 1232
- IC 1233
- IC 1234
- IC 1235
- IC 1236
- IC 1237
- IC 1238
- IC 1239
- IC 1240
- IC 1241
- IC 1242
- IC 1243
- IC 1244
- IC 1245
- IC 1246
- IC 1247
- IC 1248
- IC 1249
- IC 1250
- IC 1251
- IC 1252
- IC 1253
- IC 1254
- IC 1255
- IC 1256
- IC 1257
- IC 1258
- IC 1259
- IC 1260
- IC 1261
- IC 1262
- IC 1263
- IC 1264
- IC 1265
- IC 1266
- IC 1267
- IC 1268
- IC 1269
- IC 1270
- IC 1271
- IC 1272
- IC 1273
- IC 1274
- IC 1275
- IC 1276
- IC 1277
- IC 1278
- IC 1279
- IC 1280
- IC 1281
- IC 1282
- IC 1283
- IC 1284
- IC 1285
- IC 1286
- IC 1287
- IC 1288
- IC 1289
- IC 1290
- IC 1291
- IC 1292
- IC 1293
- IC 1294
- IC 1295
- IC 1296
- IC 1297
- IC 1298
- IC 1299
- IC 1300
- IC 1301
- IC 1302
- IC 1303
- IC 1304
- IC 1305
- IC 1306
- IC 1307
- IC 1308
- IC 1309
- IC 1310
- IC 1311
- IC 1312
- IC 1313
- IC 1314
- IC 1315
- IC 1316
- IC 1317
- IC 1318
- IC 1319
- IC 1320
- IC 1321
- IC 1322
- IC 1323
- IC 1324
- IC 1325
- IC 1326
- IC 1327
- IC 1328
- IC 1329
- IC 1330
- IC 1331
- IC 1332
- IC 1333
- IC 1334
- IC 1335
- IC 1336
- IC 1337
- IC 1338
- IC 1339
- IC 1340
- IC 1341
- IC 1342
- IC 1343
- IC 1344
- IC 1345
- IC 1346
- IC 1347
- IC 1348
- IC 1349
- IC 1350
- IC 1351
- IC 1352
- IC 1353
- IC 1354
- IC 1355
- IC 1356
- IC 1357
- IC 1358
- IC 1359
- IC 1360
- IC 1361
- IC 1362
- IC 1363
- IC 1364
- IC 1365
- IC 1366
- IC 1367
- IC 1368
- IC 1369
- IC 1370
- IC 1371
- IC 1372
- IC 1373
- IC 1374
- IC 1375
- IC 1376
- IC 1377
- IC 1378
- IC 1379
- IC 1380
- IC 1381
- IC 1382
- IC 1383
- IC 1384
- IC 1385
- IC 1386
- IC 1387
- IC 1388
- IC 1389
- IC 1390
- IC 1391
- IC 1392
- IC 1393
- IC 1394
- IC 1395
- IC 1396
- IC 1397
- IC 1398
- IC 1399
- IC 1400
- IC 1401
- IC 1402
- IC 1403
- IC 1404
- IC 1405
- IC 1406
- IC 1407
- IC 1408
- IC 1409
- IC 1410
- IC 1411
- IC 1412
- IC 1413
- IC 1414
- IC 1415
- IC 1416
- IC 1417
- IC 1418
- IC 1419
- IC 1420
- IC 1421
- IC 1422
- IC 1423
- IC 1424
- IC 1425
- IC 1426
- IC 1427
- IC 1428
- IC 1429
- IC 1430
- IC 1431
- IC 1432
- IC 1433
- IC 1434
- IC 1435
- IC 1436
- IC 1437
- IC 1438
- IC 1439
- IC 1440
- IC 1441
- IC 1442
- IC 1443
- IC 1444
- IC 1445
- IC 1446
- IC 1447
- IC 1448
- IC 1449
- IC 1450
- IC 1451
- IC 1452
- IC 1453
- IC 1454
- IC 1455
- IC 1456
- IC 1457
- IC 1458
- IC 1459
- IC 1460
- IC 1461
- IC 1462
- IC 1463
- IC 1464
- IC 1465
- IC 1466
- IC 1467
- IC 1468
- IC 1469
- IC 1470
- IC 1471
- IC 1472
- IC 1473
- IC 1474
- IC 1475
- IC 1476
- IC 1477
- IC 1478
- IC 1479
- IC 1480
- IC 1481
- IC 1482
- IC 1483
- IC 1484
- IC 1485
- IC 1486
- IC 1487
- IC 1488
- IC 1489
- IC 1490
- IC 1491
- IC 1492
- IC 1493
- IC 1494
- IC 1495
- IC 1496
- IC 1497
- IC 1498
- IC 1499
- IC 1500
- IC 1501
- IC 1502
- IC 1503
- IC 1504
- IC 1505
- IC 1506
- IC 1507
- IC 1508
- IC 1509
- IC 1510
- IC 1511
- IC 1512
- IC 1513
- IC 1514
- IC 1515
- IC 1516
- IC 1517
- IC 1518
- IC 1519
- IC 1520
- IC 1521
- IC 1522
- IC 1523
- IC 1524
- IC 1525
- IC 1526
- IC 1527
- IC 1528
- IC 1529
- IC 1530
- IC 1531
- IC 1532
- IC 1533
- IC 1534
- IC 1535
- IC 1536
- IC 1537
- IC 1538
- IC 1539
- IC 1540
- IC 1541
- IC 1542
- IC 1543
- IC 1544
- IC 1545
- IC 1546
- IC 1547
- IC 1548
- IC 1549
- IC 1550
- IC 1551
- IC 1552
- IC 1553
- IC 1554
- IC 1555
- IC 1556
- IC 1557
- IC 1558
- IC 1559
- IC 1560
- IC 1561
- IC 1562
- IC 1563
- IC 1564
- IC 1565
- IC 1566
- IC 1567
- IC 1568
- IC 1569
- IC 1570
- IC 1571
- IC 1572
- IC 1573
- IC 1574
- IC 1575
- IC 1576
- IC 1577
- IC 1578
- IC 1579
- IC 1580
- IC 1581
- IC 1582
- IC 1583
- IC 1584
- IC 1585
- IC 1586
- IC 1587
- IC 1588
- IC 1589
- IC 1590
- IC 1591
- IC 1592
- IC 1593
- IC 1594
- IC 1595
- IC 1596
- IC 1597
- IC 1598
- IC 1599
- IC 1600
- IC 1601
- IC 1602
- IC 1603
- IC 1604
- IC 1605
- IC 1606
- IC 1607
- IC 1608
- IC 1609
- IC 1610
- IC 1611
- IC 1612
- IC 1613
- IC 1614
- IC 1615
- IC 1616
- IC 1617
- IC 1618
- IC 1619
- IC 1620
- IC 1621
- IC 1622
- IC 1623
- IC 1624
- IC 1625
- IC 1626
- IC 1627
- IC 1628
- IC 1629
- IC 1630
- IC 1631
- IC 1632
- IC 1633
- IC 1634
- IC 1635
- IC 1636
- IC 1637
- IC 1638
- IC 1639
- IC 1640
- IC 1641
- IC 1642
- IC 1643
- IC 1644
- IC 1645
- IC 1646
- IC 1647
- IC 1648
- IC 1649
- IC 1650
- IC 1651
- IC 1652
- IC 1653
- IC 1654
- IC 1655
- IC 1656
- IC 1657
- IC 1658
- IC 1659
- IC 1660
- IC 1661
- IC 1662
- IC 1663
- IC 1664
- IC 1665
- IC 1666
- IC 1667
- IC 1668
- IC 1669
- IC 1670
- IC 1671
- IC 1672
- IC 1673
- IC 1674
- IC 1675
- IC 1676
- IC 1677
- IC 1678
- IC 1679
- IC 1680
- IC 1681
- IC 1682
- IC 1683
- IC 1684
- IC 1685
- IC 1686
- IC 1687
- IC 1688
- IC 1689
- IC 1690
- IC 1691
- IC 1692
- IC 1693
- IC 1694
- IC 1695
- IC 1696
- IC 1697
- IC 1698
- IC 1699
- IC 1700
- IC 1701
- IC 1702
- IC 1703
- IC 1704
- IC 1705
- IC 1706
- IC 1707
- IC 1708
- IC 1709
- IC 1710
- IC 1711
- IC 1712
- IC 1713
- IC 1714
- IC 1715
- IC 1716
- IC 1717
- IC 1718
- IC 1719
- IC 1720
- IC 1721
- IC 1722
- IC 1723
- IC 1724
- IC 1725
- IC 1726
- IC 1727
- IC 1728
- IC 1729
- IC 1730
- IC 1731
- IC 1732
- IC 1733
- IC 1734
- IC 1735
- IC 1736
- IC 1737
- IC 1738
- IC 1739
- IC 1740
- IC 1741
- IC 1742
- IC 1743
- IC 1744
- IC 1745
- IC 1746
- IC 1747
- IC 1748
- IC 1749
- IC 1750
- IC 1751
- IC 1752
- IC 1753
- IC 1754
- IC 1755
- IC 1756
- IC 1757
- IC 1758
- IC 1759
- IC 1760
- IC 1761
- IC 1762
- IC 1763
- IC 1764
- IC 1765
- IC 1766
- IC 1767
- IC 1768
- IC 1769
- IC 1770
- IC 1771
- IC 1772
- IC 1773
- IC 1774
- IC 1775
- IC 1776
- IC 1777
- IC 1778
- IC 1779
- IC 1780
- IC 1781
- IC 1782
- IC 1783
- IC 1784
- IC 1785
- IC 1786
- IC 1787
- IC 1788
- IC 1789
- IC 1790
- IC 1791
- IC 1792
- IC 1793
- IC 1794
- IC 1795
- IC 1796
- IC 1797
- IC 1798
- IC 1799
- IC 1800
- IC 1801
- IC 1802
- IC 1803
- IC 1804
- IC 1805
- IC 1806
- IC 1807
- IC 1808
- IC 1809
- IC 1810
- IC 1811
- IC 1812
- IC 1813
- IC 1814
- IC 1815
- IC 1816
- IC 1817
- IC 1818
- IC 1819
- IC 1820
- IC 1821
- IC 1822
- IC 1823
- IC 1824
- IC 1825
- IC 1826
- IC 1827
- IC 1828
- IC 1829
- IC 1830
- IC 1831
- IC 1832
- IC 1833
- IC 1834
- IC 1835
- IC 1836
- IC 1837
- IC 1838
- IC 1839
- IC 1840
- IC 1841
- IC 1842
- IC 1843
- IC 1844
- IC 1845
- IC 1846
- IC 1847
- IC 1848
- IC 1849
- IC 1850
- IC 1851
- IC 1852
- IC 1853
- IC 1854
- IC 1855
- IC 1856
- IC 1857
- IC 1858
- IC 1859
- IC 1860
- IC 1861
- IC 1862
- IC 1863
- IC 1864
- IC 1865
- IC 1866
- IC 1867
- IC 1868
- IC 1869
- IC 1870
- IC 1871
- IC 1872
- IC 1873
- IC 1874
- IC 1875
- IC 1876
- IC 1877
- IC 1878
- IC 1879
- IC 1880
- IC 1881
- IC 1882
- IC 1883
- IC 1884
- IC 1885
- IC 1886
- IC 1887
- IC 1888
- IC 1889
- IC 1890
- IC 1891
- IC 1892
- IC 1893
- IC 1894
- IC 1895
- IC 1896
- IC 1897
- IC 1898
- IC 1899
- IC 1900
- IC 1901
- IC 1902
- IC 1903
- IC 1904
- IC 1905
- IC 1906
- IC 1907
- IC 1908
- IC 1909
- IC 1910
- IC 1911
- IC 1912
- IC 1913
- IC 1914
- IC 1915
- IC 1916
- IC 1917
- IC 1918
- IC 1919
- IC 1920
- IC 1921
- IC 1922
- IC 1923
- IC 1924
- IC 1925
- IC 1926
- IC 1927
- IC 1928
- IC 1929
- IC 1930
- IC 1931
- IC 1932
- IC 1933
- IC 1934
- IC 1935
- IC 1936
- IC 1937
- IC 1938
- IC 1939
- IC 1940
- IC 1941
- IC 1942
- IC 1943
- IC 1944
- IC 1945
- IC 1946
- IC 1947
- IC 1948
- IC 1949
- IC 1950
- IC 1951
- IC 1952
- IC 1953
- IC 1954
- IC 1955
- IC 1956
- IC 1957
- IC 1958
- IC 1959
- IC 1960
- IC 1961
- IC 1962
- IC 1963
- IC 1964
- IC 1965
- IC 1966
- IC 1967
- IC 1968
- IC 1969
- IC 1970
- IC 1971
- IC 1972
- IC 1973
- IC 1974
- IC 1975
- IC 1976
- IC 1977
- IC 1978
- IC 1979
- IC 1980
- IC 1981
- IC 1982
- IC 1983
- IC 1984
- IC 1985
- IC 1986
- IC 1987
- IC 1988
- IC 1989
- IC 1990
- IC 1991
- IC 1992
- IC 1993
- IC 1994
- IC 1995
- IC 1996
- IC 1997
- IC 1998
- IC 1999